# Élections législatives de 1919 dans les Ardennes
Les élections législatives du 16 novembre 1919, et éventuellement dans l'hypothèse d'un second tour du 30 novembre 1919, sont organisées selon un scrutin de liste dans le cadre du département : tout candidat obtenant la majorité absolue des suffrages est élu, les sièges restants étant attribués à la représentation proportionnelle à la plus forte moyenne. Elles marquèrent au niveau national la victoire du Bloc national de centre-droit. La nouvelle assemblée fut surnommée « Chambre bleu horizon », en référence à la couleur bleu horizon des uniformes des très nombreux anciens combattants qui y siègeront.

## Résultats départementaux

### Par listes
| Listes         | Listes                                | Premier tour | Premier tour | Sièges |
| Listes         | Listes                                | Voix         | %            | Sièges |
| -------------- | ------------------------------------- | ------------ | ------------ | ------ |
|                | Liste d'Union républicaine Ardennaise | 34 446       | 61,33        | 6      |
|                | Liste socialiste                      | 19 886       | 35,41        | 0      |
|                |                                       |              |              |        |
| Inscrits       | Inscrits                              | 81 878       | 100,00       | 6      |
| Votants        | Votants                               | 57 389       | 70,09        |        |
| Abstention     | Abstention                            | 24 489       | 29,91        |        |
| Blancs et nuls | Blancs et nuls                        | 1 223        | 2,13         |        |
| Exprimés       | Exprimés                              | 56 166       | 97,87        |        |

### Par candidats
| Candidat       | Candidat            | Tendance       | Premier tour | Premier tour |
| Candidat       | Candidat            | Tendance       | Voix         | %            |
| -------------- | ------------------- | -------------- | ------------ | ------------ |
|                | Henri Doizy         | SFIO           | 20 821       | 37,07        |
|                | Albert Demoulin     | SFIO           | 19 622       | 34,94        |
|                | Elysée Lassalle     | SFIO           | 19 847       | 35,34        |
|                | Boutet              | SFIO           | 20 071       | 35,74        |
|                | Jevais              | SFIO           | 19 595       | 34,89        |
|                | Cacheleux           | SFIO           | 19 360       | 34,47        |
|                |                     |                |              |              |
|                | Maurice Bosquette   | PRRRS          | 35 215       | 62,70        |
|                | Henri Gallois       | ARD            | 34 529       | 61,48        |
|                | Albert Meunier      | PRRRS          | 34 748       | 61,87        |
|                | Edmond Petitfils    | ALP            | 34 420       | 61,28        |
|                | Henri Philippoteaux | PRS            | 34 772       | 61,91        |
|                | Louis Tillhet       | ARD            | 33 994       | 60,52        |
|                |                     |                |              |              |
| Inscrits       | Inscrits            | Inscrits       | 81 878       | 100,00       |
| Votants        | Votants             | Votants        | 57 389       | 70,09        |
| Abstention     | Abstention          | Abstention     | 24 489       | 29,91        |
| Blancs et nuls | Blancs et nuls      | Blancs et nuls | 1 223        | 2,13         |
| Exprimés       | Exprimés            | Exprimés       | 56 166       | 97,87        |